# Tamaryn Hendler
Tamaryn Hendler, mais conhecida como Tammy Hendler (Cidade do Cabo, 12 de agosto de 1992) é uma tenista belga.